# IANA
IANA (anglicky Internet Assigned Numbers Authority, volně přeloženo jako Autorita pro přidělování čísel na Internetu) je organizace, která dohlíží celosvětově na přidělování IP adres, správu kořenových zón DNS, definování typů medií pro MIME a další náležitosti internetových protokolů. V současné době řídí tuto organizaci nezisková organizace ICANN.

## Historie
IANA vznikla dříve než ICANN a řídil ji nejdříve Jon Postel z Information Sciences Institute (ISI – výzkumný ústav) na University of Southern California (USC – univerzita). Po uzavření smlouvy mezi USC/ISI a United States Department of Defense (Americké ministerstvo obrany) byl správou organizace pověřen United States Department of Commerce (Americké ministerstvo obchodu) do doby založení ICANN.

## Závazky organizace
IANA je plně zodpovědná za přidělování celosvětově jedinečného jména a čísla internetových protokolů, jež jsou zveřejňovány jako RFC dokumenty. Při plnění této úlohy úzce spolupracuje s Internet Engineering Task Force (IETF) a Request for Comments (RFC).

## Přidělování IP adres
IANA pro přidělování a registraci IP adres deleguje organizace Regional Internet registry (RIR). Svět je rozdělen na oblasti a každá RIR přiděluje IP adresy pro svoji oblast. Centrálně jsou RIR sdruženy pod Number Resource Organization (NRO). V této organizaci hájí svoje zájmy a vystupují jako jeden celek.
IANA přiděluje adresy Internet Protocol version 4 (IPv4) jednotlivým RIR po velkých blocích (obvykle „/8“, tj. 224 adres nebo větší množství najednou). A následně RIR tyto bloky rozdělí a přidělí IP adresy oblastním Internet Service Provider (ISP) a jiným organizacím.
Je zde i možnost mechanismu přidělování adres Internet Protocol version 6 (IPv6), ale v současnosti nabídka převyšuje poptávku, a proto není nutné používat postup jako u IPv4.

## Názvy domén
IANA spravuje také DNS servery nejvyšší úrovně hierarchického DNS stromu (tzv. kořenové servery). Tento úkol zahrnuje zajištění komunikace se správci domén nejvyššího řádu i kořenové úrovně a vytváření pravidel pro ICANN.
Spravuje také doménu .int pro mezinárodní organizace, .arpa doménu pro administrativní účely a pro reverzní záznamy v DNS a další kritické domény jako je root-servers.net.

## Správa protokolů
IANA upravuje také parametry IETF (Internet Engineering Task Force) protokolů jako jsou URI (Uniform Resource Identifier) schémata nebo kódování schválená pro použití na Internetu. Na tyto úkoly dohlíží Internet Architecture Board a výsledky byly publikovány v RFC2860.

## Dozor
IANA je řízena ICANN (Internet Corporation for Assigned Names and Numbers) na základě smlouvy s Ministerstvem obchodu USA (DOC), které na chod organizací dále dohlíží, aby změny uskutečněné v organizaci IANA odpovídaly jeho politice.
28. ledna 2003 DOC skrze Národní úřad pro oceán a atmosféru (NOAA) oznámila svůj záměr prodloužit smlouvu ICANN na IANA o další tři roky. Prostředky na provoz organizace ICANN získá z grantu od NOAA. Poté DOC oslovil i jiné zájemce o tento grant s tím, aby podrobné nabídky, jež by uspokojily zájmy DOC předložili do deseti dnů.
V srpnu 2006 prodloužil DOC smlouvu s ICANN na dalších pět let, ale smlouva je každý rok obnovována ze strany vlády. Seznam internetových domén nejvyššího řádu a Národní internetové registry jsou úzce propojeny s vládou USA a rozhodnutí jsou tak politicky motivovaná. Přes mnoho požadavků na oddělení politiky od správy Internetu k tomu ještě nedošlo, protože změna řídících mechanismů by mohla znamenat rozštěpení Internetu.

## Historie
Název IANA byl zveřejněn poprvé v RFC 1960 v roce 1990, avšak k vymezení funkcí a názvu došlo již dlouho předtím.
Jon Postel řídil IANA od jejího vzniku až do své smrti v roce 1998. Po jeho smrti vedl organizaci jeho dlouholetý spolupracovník Joyce Reynolds.
Důvodem, proč Postel vedl IANA, bylo, že se své pozice v Information Sciences Institute udělal pro organizaci mnoho dobrého včetně podepsání smlouvy s ministerstvem obrany.
1998 IANA byla financována vládou na základě smlouvy mezi DARPA (Defense Advanced Research Projects Agency) a ISI (Information Sciences Institute). Platnost smlouvy vypršela v dubnu 1997, ale byla prodloužena.
24. prosince 1998 uzavřela USC smlouvu s ICANN a s platností od 1. ledna 1999 se IANA stala operační jednotkou v ICANN.
8. února 2000 uzavřela DOC smlouvu s ICANN.
V červnu 1999 na zasedání v Oslo IETF podepsala smlouvu s ICANN o úkolech, které by měla IANA vykonávat pro IETF.
V roce 2003 byl manažerem jmenován Doug Barton.
V roce 2005 byl manažerem jmenován David Conrad.